# Skibstrup (przystanek kolejowy)
Skibstrup (duński: Skibstrup Station) – przystanek kolejowy w miejscowości Ålsgårde, w Regionie Stołecznym, w Danii. 
Przystanek położony jest na Hornbækbanen pomiędzy Helsingør i Gilleleje. Usługi związane z transportem kolejowym prowadzone są przez Lokaltog.

## Linie kolejowe
- Lokaltog[potrzebny przypis]